# C2C: Country to Country
Il C2C: Country to Country (noto anche come The O2 Country Music Festival) è un festival musicale country (sviluppato nel sud degli Stati Uniti), che si tiene annualmente alla The O2 Arena di Londra e alla The O2 Point di Dublino.

## Il festival
Il festival è una manifestazione musicale, della durata di tre giorni, a cadenza annuale, che si tiene a marzo. È il primo evento country organizzato nel Regno Unito, e vede la partecipazione di volti noti della musica country.

## Storia
La manifestazione è stata annunciata per la prima volta il 6 dicembre 2012. La prima edizione si è tenuta nel 2013 presso la O2 Arena di Londra. La manifestazione è stata progettata per diventare un evento annuale ed è stata sviluppata dalla collaborazione tra la O2 Arena, la SJM Concerts e la Country Music Association.
Dalla seconda edizione i concerti si tengono in due città, alla The O2 Arena di Londra e alla The O2 Point di Dublino, questa decisione è stata presa in seguito a una grande richiesta da parte del pubblico.
Dalla terza edizione i concerti vengono allargati a quattro città, oltre a Londra e Dublino, i concerti si tengono anche allo Spektrum di Oslo e all'Ericsson Globe di Stoccolma.

## Edizioni

### Prima edizione
La prima edizione del festival si tenne il 16 e il 17 marzo 2013 presso la O2 Arena di Londra, e gli artisti presenti furono confermati l'11 dicembre 2012. Il 12 marzo venne pubblicato il trailer ufficiale dell'evento, direttamente sul canale ufficiale. L'headliner della prima giornata fu Tim McGraw, preceduto dai concerti di Vince Gill, i Little Big Town e Kristian Bush degli Sugarland. Il secondo giorno vide come headliner Carrie Underwood, preceduta dai concerti di Darius Rucker, LeAnn Rimes e Brantley Gilbert.
Durante entrambe le giornate, prima dei concerti, all'entrata e in alcune piazze interne all'arena, si sono esibiti altri artisti country emergenti. I biglietti per entrambe le serate sono finiti sold-out entro gennaio.

### Seconda edizione
La seconda edizione del festival è stata annunciata il 18 marzo 2013, subito dopo il successo della prima. L'evento è previsto per il week-end del 15 e 16 marzo 2014, sempre alla O2 Arena di Londra. Il 27 Settembre 2013 sono stati annunciati i primi sei artisti che parteciperanno all'evento: Brad Paisley e la Zac Brown Band saranno gli headliner delle due giornate, seguiti da Dixie Chicks, Rascal Flatts, Dierks Bentley, Chris Young e The Band Perry. L'ottavo artista a completare la lista è stata Martina McBride, annunciata in seguito.
Diverse sono state le richieste del pubblico, di un'ulteriore data, a questo proposito gli organizzatori hanno annunciato che il festival si terrà anche a Dublino il 14 e il 15 marzo 2014, con gli stessi artisti.

### Terza Edizione
La terza edizione del festival è stata annunciata a maggio 2014, dopo il successo della seconda edizione furono avviati i preparativi. Come per le edizioni precedenti anche la terza sarà suddivisa in due giornate, il week-end del 7 e 8 marzo 2015 alla O2 Arena di Londra e alla The O2 Point di Dublino.
Visto l'enorme successo e l'enorme richiesta dei fan, l'organizzazione ha annunciato l'espansione del festival ad altre due ulteriori capitali europee, Stoccolma presso l'Ericsson Globe e a Oslo presso la Spektrum Arena, nel week-end del 28 febbraio e 1º marzo.
Il 14 ottobre 2014 sono stati annunciati i primi sette artisti che parteciperanno all'evento: Luke Bryan e i Lady Antebellum saranno gli headliner dei concerti, seguiti dai Florida Georgia Line, Jason Aldean, Kip Moore, Brandy Clark e Brantley Gilbert che torna per la seconda volta. Il 17 ottobre è stata confermata la presenza di Lee Ann Womack come ottava artista a completare la line-up. Il 28 ottobre viene annunciata la partecipazione di Doug Seegers in sostituzione di Lee Ann Womack a Stoccolma e Brandy Clark ad Oslo.